# John Whitgift

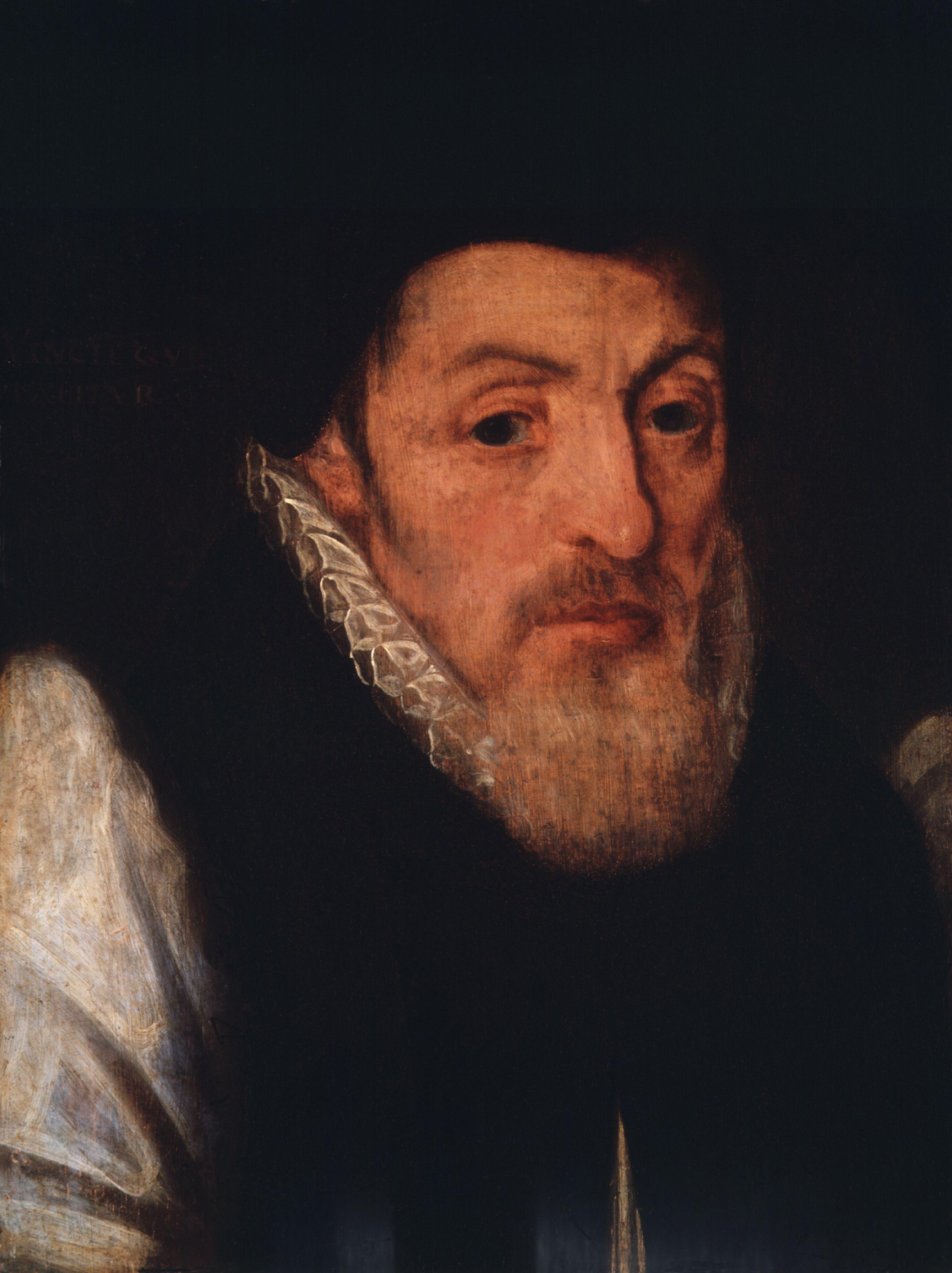
John Whitgift, um 1600

John Whitgift (* zwischen 1530 und 1533 in Grimsby, Lincolnshire; † 29. Februar 1604 in Lambeth) war ein englischer Geistlicher und Erzbischof von Canterbury.
Whitgift studierte am Trinity College der Universität Cambridge und war einige Zeit als Professor dort tätig, ab 1567 auch als Regius Professor of Divinity. 1571 wurde er zum Dekan in Lincoln und 1577 zum Bischof von Worcester ernannt. Im Jahr 1583 ernannte ihn Elisabeth I. zum Erzbischof von Canterbury.
Whitgift war Anhänger des Calvinismus und fand die aufkommenden puritanischen Schriften ketzerisch für die Church of England. So ließ er zahlreiche Schriften, unter anderem auch William Shakespeares Werk Der Phoenix und die Turteltaube, zensieren. Ihren Höhepunkt erreichte die Auseinandersetzung mit der Marprelate-Kontroverse (1588–1589).
1595 gründete er die Whitgift School in Croydon. Eine seiner letzten Amtshandlungen war die Krönung Jakob I. im Januar 1604. Einen Monat später starb Whitgift.